# Charles Clarke
Charles Rodway Clarke, född 21 september 1950 i London, England, Storbritannien, är en brittisk politiker inom Labour. Han var ledamot av Underhuset för valkretsen Norwich South 1997-2010. Han var inrikesminister 15 december 2004 - 5 maj 2006.
Charles Clarke studerade matematik och ekonomi vid King's College, Cambridge, där han också var ordförande i Cambridge University Students' Union. Han blev ordförande i National Union of Students of the United Kingdom 1975. Han var lokalpolitiker i London under 1980-talet. 1997 invaldes han i parlamentet och efter mindre än ett år blev han biträdande utbildningsminister (junior education minister)  i regeringen. 1999 flyttade han till inrikesdepartementet (Home Office) och blev kabinettsmedlem som minister utan portfölj (Minister without Portfolio) och partiordförande (Party Chair) efter valet 2001. I oktober 2002 blev han utbildningsminister, efter att företrädaren Estelle Morris avgått. Han har väckt visst uppseende som utbildningsminister genom att ifrågasätta att staten bekostar "olönsamma" humanistiska utbildningar. Han har också medverkat till att möjliggöra för universitet att ta ut extra avgifter (top-up fees) för studenter, trots att Labours manifest innehöll en utfästelse att inte införa sådana avgifter.
Clarke har även varit utbildningsminister (Secretary of State for Education and Skills). Hans efterträdare som utbildningsminister är Ruth Kelly. I december 2004 efterträdde Clarke David Blunkett som inrikesminister. Clarke fick sparken från regeringen i maj 2006. 

### Fotnoter
1. ↑  UK Parliament-ID: XG4JgwTL.[källa från Wikidata]
2. ↑  Munzinger Personen, Munzinger person-ID: 00000025187, läst: 9 oktober 2017.[källa från Wikidata]
3. 1 2  Alan Cowell, Britain Lists Offenses in Effort to Bar or Deport Foreign Militants (på engelska), The New York Times, 25 augusti 2005, läs online, läst: 10 mars 2021.[källa från Wikidata]
4. ↑  Companies House, person-ID på Companies House: hSm1SKT-r6LAuaZds-G-hE4iDt8, läst: 7 april 2022.[källa från Wikidata]
5. ↑  Hansard 1803–2005, Hansard-ID (1803-2005): mr-charles-clarke, läst: 22 april 2022.[källa från Wikidata]
6. 1 2 3  TheyWorkForYou.[källa från Wikidata]